# Szelényi István
Szelényi István (Zólyom, 1904. augusztus 8. – Budapest, 1972. január 31.) zeneszerző, zongoraművész, zenetörténész.

## Életpályája
Szelényi (Stőszel) József (1872–1942) vasúti hivatalnok és Rotschild Kornélia (1879–1965) gyermekeként született. Már kilencéves korától rendszeres zenei tanulmányokat folytatott. 1922-ben került a budapesti Zeneakadémia hallgatóinak sorába, ahol Laub Istvánnál majd Székely Arnoldnál tanult zongorázni, Kodály Zoltánnál pedig zeneszerzést tanult. 
Zeneszerzőként egy növendékhangversenyen 1925. május 26-án mutatkozott be, amely heves sajtótámadást váltott ki Kodály Zoltán és tanítványainak zenéje ellen (Diósy Béla: Moderne Musik. Pester Journal, május 28.). Zongoratanári oklevelét 1926-ban szerezte meg, egyúttal pedagógiai ösztöndíjat is kapott. Így jutott a Fodor Zeneiskolában tanári álláshoz. 
1926-ban Kadosa Pállal, Kósa Györggyel, Kelen Hugóval és Szabó Ferenccel megalapította a Modern Magyar Muzsikusok Szabad Egyesületét. Egyik vezető művésze lett a magyar zenei avantgárdnak. 
Előadóművészként ez időtől mutatta be hangversenyein és rádiószereplésein a kortárs komponisták zongoraműveit, köztük Schönberg, Hindemith és Casella darabjait. 
Koncertező művészként és zongorakísérőként 1928–1929-ben Németországban működött. Berlinben bemutatta K. Szymanowski Paganini XXIV. caprice-éhez írott zongorakíséretét. 1930–1931 között egy emigráns orosz balettegyüttes zenei vezetője volt Franciaországban és Londonban. 1935-ben hazatért. 
Jelentős szerepet játszott a munkás kulturális mozgalomban a munkáskórusok irányítójaként. A második világháború alatt koncentrációs táborba került. 1945 után Major Ervinnel könnyű zongoradarabokat adott ki Út a szonátához címmel (Budapest, 1945).
1946 és 1948 között a budapesti Állami Zenei Gimnáziumban volt zongora- és zeneszerzéstanár, 1948 és 1950 között pedig az intézet igazgatója. 1950. augusztus 31-én az intézetből elbocsátották, de 1951-ben visszakerült és zeneszerzés- és kamarazenetanárként működött 15 éven keresztül. A Bartók Béla Zeneművészeti Szakiskolában zeneszerzést, és a Liszt Ferenc Zeneművészeti Főiskolán zenetörténetet és zeneelméletet tanított. 1951–56-ban az Új Zenei Szemle felelős szerkesztője volt. Felesége Kovács Borbála, akivel 1931-ben házasodott össze Párizsban.

## Munkássága
Műveinek egy részére a Kodály-iskola hatott. Negyven kis zongoradarabjában (1935, kiadatlan) és a Magyar Művészeti Tanács 1948. évi Bartók-pályázatán díjat nyert. Hommage à Bartók című zenekari darabjában inkább Bartók hatása érezhető. 
A nyugati zenei irányzatok közül a bruitizmus stíluselemeit is felhasználta a proletkult szellemében írott Szimfónia egy gyár életéből című művében (1946, bemutatta a Városi Színház, 1949. május 11-én). 
Oratóriumot komponált „Tíz nap, mely megrengette a világot” címmel (John Reed műve nyomán, Raics István szövegére, férfikarra, kamaraegyüttesre és szólistákra. (1962, bemutatva a Zeneakadémián 1965. január 24.). 
Liszt-kéziratok után kutatott Weimarban, elsőnek adta közre Liszt Hangnem nélküli Bagatell című zongoradarabját (Budapest, 1958); egy Liszt-motívumra egytételes zongoraversenyt írt Summa vitae címmel. 1961-ben a budapesti Liszt-Bartók-konferencián előadást tartott Az ismeretlen Liszt címmel. 
Legnagyobb szabású műve Spartacus oratóriuma (László Zsigmond szövegére, 1960). Számos zongoraművet, dalt, tanulmányt is írt. 
Súlyos betegsége miatt 68 évesen, 1972. januárjának végén öngyilkos lett.

## Főbb munkái
- Liszt Ferenc élete képekben (Budapest, 1956)
- A magyar zene története (I–II., Budapest, 1959)
- Gyakorlati modulációtan stílustörténeti alapon (Budapest, 1960)
- A romantikus zene harmóniavilága (Budapest, 1965)
- A népdalharmonizálás alapelvei (Budapest, 1968)